# Juan Muedra Sánchez
Juan Muedra Sánchez (La Pobla de Farnals, 1975) és un empresari i ex-pilotaire valencià.
Començà com a punter, posició amb la que guanya la Lliga professional el 1997, fent trio amb Álvaro de Faura i Oñate. Més endavant jugaria com a mitger i dos anys després patiria una lesió al muscle que el portaria, primer a ser intervingut, i posteriorment a la seua retirada prematura.